# Der Hund Bogancs
Der Hund Bogancs (Originaltitel: Bogáncs, deutscher Alternativtitel: Bogantsch, die Geschichte eines Hundes) ist ein abenteuerlicher ungarischer Familienfilm in Schwarzweiß aus dem Jahr 1959 von Tamás Fejér nach einem Drehbuch von István Fekete. In den Hauptrollen sind Zoltán Makláry, Béla Barsy, Éva Vass und Ernő Szabó zu sehen. Der Film kam zum ersten Mal am 11. Juni 1959 in Ungarn ins Kino und am 23. September 1962 in Finnlands Fernsehprogramm. In der Bundesrepublik Deutschland hatte er seine Premiere am 1. Januar 1968 im Programm des Zweiten Deutschen Fernsehens (ZDF).

## Handlung
Bogancs ist ein ungarischer Hirtenhund, schwarz, wuschelig, wie selbstgestrickt. Er bringt eine Herde Schafe im Handumdrehen zur Räson, doch seine Qualitäten sind damit längst nicht erschöpft. Als ihn die Umstände in einen kleinen Wanderzirkus verschlagen – auf der Hasenjagd war Bogancs in eine Fuchsfalle geraten und konnte von dem Jongleur Dodo befreit werden – erweist er sich bald als gelehriger „Klavierspieler“. Aber ein Schafrudel lockt den Hund in einen Zug, der ihn in die Stadt bringt. Und hier findet Bogancs nach einem kleinen Abenteuer mit Czászár, einem Hundefänger, sein Herrchen wieder, nämlich den Schäfer Goloub.

## Kritiken
Der Evangelische Film-Beobachter fasste nach der deutschen Fernsehpremiere seine Kritik so zusammen: „Tamás Fejér erzählt eine nette, kleine Geschichte von dem Hirtenhund Bogáncs. […] Die Bildererzählung mit ihrer menschlichen Handlung eignet sich recht gut für die Unterhaltung eines jüngeren Publikums von 12 Jahren an.“ Auch das Lexikon des internationalen Films gelangt zu einer überwiegend positiven Einschätzung: „Unterhaltung aus dem ungarischen Familienkino, mit etwas gefühlsbetontem Einschlag.“

## Weblink
- Der Hund Bogancs bei IMDb